# Йоахимсталь, Фердинанд
Фердинанд Йоахимсталь (9 марта 1818, Злоторыя — 5 апреля 1861, Вроцлав) — немецкий математик.
Фердинанд посещал легницкую гимназию. Математику преподавал ему там Эрнст Эдуард Куммер.
С 1836 года изучал математику в берлинском университете.
Среди его преподавателей были Петер Дирихле и Якоб Штейнер.
С 1838 года начал учиться в кёнингсбергском университете у Карла Якоби и Фридриха Бесселя.

## Вклад
- Доказал частный случай следующего утверждения, которое было обобщено Бонне и носит его имя.[3][4]
  - Пусть две гладкие поверхности {\displaystyle \Sigma _{1}} и {\displaystyle \Sigma _{2}} пересекаются под постоянным углом вдоль гладкой регулярной кривой {\displaystyle \gamma }. Предположим {\displaystyle \gamma } является линией кривизны в {\displaystyle \Sigma _{1}}. Тогда {\displaystyle \gamma } является линией кривизны в {\displaystyle \Sigma _{2}}.